# Minerva (Ohio)
Minerva è un villaggio degli Stati Uniti d'America, situato nello stato dell'Ohio, diviso tra la contea di Stark, la contea di Carroll e la contea di Columbiana.